# Solothurn
För andra betydelser, se Solothurn (olika betydelser).
Solothurn (tyska) (tyskt uttal: [ˈzoːlotʊrn]
 ( lyssna), franska: Soleure, italienska: Soletta) är en stad och kommun i kantonen Solothurn i Schweiz. Kommunen har 16 855 invånare (2023). Det är kantonens huvudort. I stadsområdet Solothurn, som består av Solothurn och 21 omgivande kommuner, bor cirka 80 000 invånare.

## Historia
Salodurum anlades under första århundradet av romarna där Aaredalen mellan Bucheggberg och Jura är som smalast. På platsen för nuvarande Wengibrücke byggdes en bro och nedströms en hamn. Efter ett alemanniskt krigståg år 259 befästes staden och blev ett castrum. På 400-talet drog sig romarna tillbaka och staden intogs 480 av burgunder och 534 av franker medan alemanner bosatte sig i omgivningarna.
Efter frankerrikets delning ingick staden i Övre Burgund. Solothurn var nu den enda befästa staden i Mittlandet mellan Lausanne och Zürich. De äldsta kända mynten präglades under den östfrankiske kejsaren Ludvig (IV) barnet (900-911). 1032 övergick staden definitivt i det tysk-romerska riket. Från 1100-talet omfördelades handeln till de nygrundade Burgdorf, Bern och Fribourg.
År 1218 blev Solothurn riksstad. Senare förvärvade staden beskattnings- och domstolsrättigheter i omgivningen, varur det nuvarande kantonsområdet uppstod. Det expanderande Solothurn upptogs 1471 i schweiziska edsförbundet.
Vid reformationen förblev staden katolsk. För att värva schweiziska soldater inrättade Frankrike 1530 en ambassad i staden, som bestod till franska revolutionen. Officersfamiljer som Besenval och Aregger bildade en aristokrati som, med undantag av Helvetiska republiken och Napoleontiden, behöll makten fram till 1831.
Efter 1860 blev Solothurn centralort i en region med textil-, pappers-, stål-, ur-, verkstads- och elektronikindustri. De senaste åren har vikten förskjutits mot medicinsk teknik.

## Förvaltning
Kommunen Solothurn utgör ett eget kantonsdistrikt (Bezirk) i amtet Solothurn-Lebern.
I staden finns den centrala kantonsförvaltningen. Dessutom domstolar och olika förvaltningskontor för amten Solothurn-Lebern och Bucheggberg-Wasseramt.

## Stadsbild
Stadskärnans plan är medeltida och påminner om Visby. Man kan fortfarande se rester av Castrums-muren. Av de medeltida stadsmurarna återstår två portar och några torn. Byggnadsminnena från ambassadtiden, som Katedralen, Rådhuset (Rathaus) och Jesuitkyrkan gör att staden kallar sig "Schweiz vackraste barockstad".

## Kommunikationer
Kommunikationerna är mycket goda: Nära staden möts motorvägarna N5 och N1. Solothurn är en järnvägsknut varifrån Bern, Zürich, Burgdorf, Lausanne och Genève, liksom Zürichs och Genèves flygplatser, nås med direkta tåg. BSU bedriver lokal busstrafik. Under sommarmånaderna trafikeras Aare på sträckan Solothurn-Biel.

## Demografi
Kommunen Solothurn har 16 855 invånare (2023).
|  | Tyska (85,9 %) |

|  | Franska (1,3 %) |

|  | Italienska (3,3 %) |

|  | Rätoromanska (0,1 %) |

|  | Övriga (9,4 %) |

|  | Tyska (89,1 %) |

|  | Franska (0,9 %) |

|  | Italienska (2,1 %) |

|  | Rätoromanska (0,1 %) |

|  | Övriga (7,8 %) |

Uppgifterna från 2000 är baserade på en folkräkning.
Uppgifterna från 2014 är baserade på fem på varandra följande årliga strukturundersökningar. Resultaten extrapoleras. De bör tolkas med försiktighet i kommuner med mindre än 3 000 invånare.

## Kyrkligt
Stadens två skyddshelgon, Urs och Victor var enligt legenden romerska soldater ur den tebaiska legionen som flytt och dödats vid Solothurn. Det kan ha skett runt år 300. Samtidigt skall den heliga Verena ha verkat i trakten.
Solothurn är biskopssäte för Basels stift inom romersk-katolska kyrkan. Sankt Ursuskatedralen i Solothurn är stiftets domkyrka.

## Utbildning
Förutom folkskola och lärlingsutbildningar finns gymnasiet, Kantonsschule eller Kanti, som är ett av de största i Schweiz med 1700 elever. Lärarhögskolan ingår i Fachhochschule Nordwestschweiz.

## Kultur
Solothurn är ett regionalt och kantonalt kulturcentrum med ett större bibliotek och flera biografer. 
En teaterlokal inrättades på Stadsteaterns nuvarande plats redan år 1729. Vid den senaste ombyggnaden, som avslutades 2014, frilades målerier från 1779. Ensemblen, som delas med teatern i Biel, ger både tal- och musikteater. 
Stadens konstmuseum visar schweizisk, fransk och tysk konst från senmedeltid till nutid, dessutom aktuella utställningar.
I staden genomförs två i Schweiz välkända, årliga kulturevenemang:
- Filmfestivalen Solothurner Filmtage (fr: Journées cinématographiques de Soleure, it: Giornate di Soletta) i januari
- Litteraturfestivalen Solothurner Literaturtage (fr: Journées Littérarires de Soleure, it: Giornate Letterarie di Soletta) vid Kristi Himmelfärdshelgen

Det hålls regelbundet marknad. Mycket besökt är grönsaksmarknaden i stadskärnan på lördagförmiddagarna.

Två kulinariska specialiteter är marängtårtan Solothurner Torte och vinsoppan Wysüppli.

### Karneval
Karnevalen (de: Fasnacht) är känd sedan 1400-talet, mest genom dåtida klagomål om bråk och slöseri. Numera är den välorganiserad och inleds på torsdagen Schmutziger Dunschtig med Chesslete: Ett tåg av människor klädda i vit nattskjorta, röd halsduk och toppluva gör oljud och väcker staden klockan fem på morgonen. På askonsdagen avslutas karnevalen med Böög-Verbrennen: En stor figur med smällare i, ställs upp på Märetplatz, antänds och får brinna upp. Under karnevalsdagarna kallas staden för Honolulu.

## Stadsvapen
Solothurns vapen förekommer på sigill sedan 1394. Tinkturerna är kända sedan 1443. 

## Omgivning
Grannkommunernas, i väster Bellach, i norr Langendorf och Rüttenen, i öster Feldbrunnen-St. Niklaus och Zuchwil, i söder Biberist, bebyggelse har delvis vuxit ihop med Solothurns. Här finns flera småslott till exempel Waldegg i St. Niklaus och Vorder-Bleichenberg i Biberist, dessutom ravinen Verenaschlucht med kapell och eremitboställe. 
Ett omtyckt utflyktsmål är utsiktspunkten Weissenstein i Jurabergen, cirka 1 000 meter över staden.

## Bildgalleri

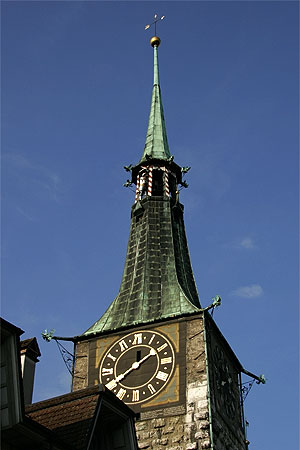
Roter Turm, del av en tidig stadsmur.
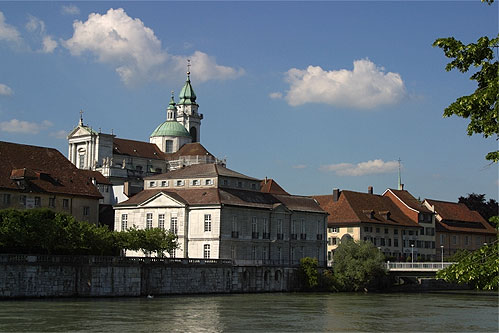
Palais Besenval och Sankt Ursuskatedralen.
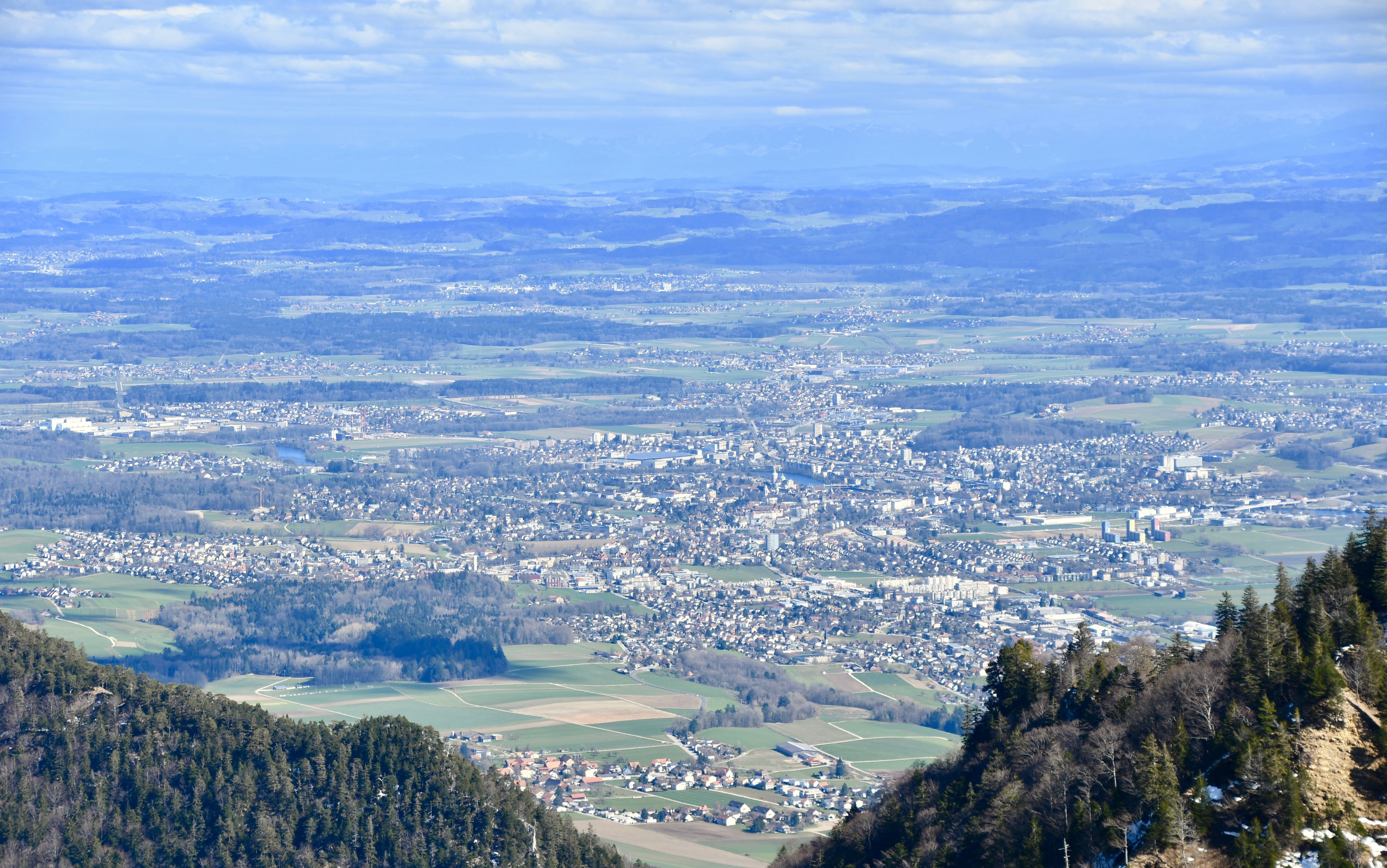
Vy över Solothurn.